# 柳田さやか
柳田 さやか（やなぎだ さやか、1980年8月21日 - ）は、四国・関東で活動するフリーアナウンサー。愛媛県松山市出身。

## 人物・経歴
聖カタリナ女子高等学校（現:聖カタリナ学園高等学校）、松山大学を卒業後2003年4月、RNB南海放送にアナウンサーとして入社。2009年3月退社。
2009年11月、エス・オー・プロモーションの新人オーディションに合格し同社に移籍。フリーとしてテレビ・ラジオ番組やイベントMCなどで活動。
しかし、2012年4月30日の公式ブログで、東京でのフリーアナウンサーの活動を終了することを発表し、エス・オー・プロモーションを退社。
松山に帰郷後、古巣のRNBの中塚眞喜子アナウンサーの産休に伴い臨時要員として復帰。中塚が担当していたラジオ番組「週刊ラジオ・エッセー いよてつ い～スマイル」を2012年7月5日放送回より引き継ぐこととなった。その後、2012年8月より3年4ヵ月ぶりに再びRNBのアナウンサーに年間契約で復帰。2013年8月、年間契約満了にて退社。
2014年に結婚し家庭に入っていたが、2017年よりキャスト・プラス（後にTBSスパークルへ吸収合併され「スパークルキャスター室」となる）に移籍し活動を再開。アナウンサー活動と並行して、宇宙航空研究開発機構（JAXA）の有人宇宙技術部門に出向し広報担当としてイベント司会を行う。
2025年4月、スパークルキャスター室の事業終了に伴い「トークナビ」に移籍。

## 主な担当番組

### 南海放送時代
※全てラジオ番組
- 木藤たかおのラヂオ本町!一丁目一番地!
- JUST IN TIME DOCOSUTA 真昼間のシンデレラ
- さやカ・フェ
- 干物さやか 女の品格
- 真さんのいよ!AM-igo
- 夜INAZO
- 恋ラジ。ミッドナイトキッス

### フリー転向後
- ニッポン放送ショウアップナイター（スタジオ担当）・ショウアップナイターハイライト
  - ナイタースペシャル　まいにちとことんプロ野球（中継予定カードが中止時又は中継予定の無い日に放送、アシスタント）
- 地域みっちゃく!YCV - 横浜ケーブルビジョン
- にじいろジーン内「よい食」インフォマーシャル - 関西テレビ制作・FNS系列全国ネット
- 週刊ラジオ・エッセー いよてつ い～スマイル（南海放送ラジオ番組紹介サイト）